# Кадет Келлі
«Каде́т Ке́ллі» (англ. Cadet Kelly) — американський телефільм Disney Channel 2002 року жанру комедія. Головні ролі грають Гіларі Дафф, Крісті Карлсон Романо, Андреа Льюїс. Прем'єру стрічки дивилося 7,8 мільйонів телеглядачів. Це другий фільм в кар'єрі акторки Гіларі Дафф, в якому вона грає головну роль.

## Сюжет
Келлі Коллінс (Гіларі Дафф) — весела гіперактивна восьмикласниця, мама якої виходить заміж за бригадного генерала Джо Максвелла (Гарі Коул). Коли її вітчим стає начальником військової школи під назвою Військова академія Джорджа Вашингтона, Келлі та її сім'я переїжджає на північ штату. Дівчина вимушена покинути свою художню школу та подругу Аманду (Сара Гадон), оскільки тепер вона стає кадетом єдиної школи на новому місці проживання.
В перший день навчання вона стає подругою Карли (Андреа Льюїс), яка показує Келлі академію. Келлі має проблеми із призвичаюванням до правил та підкоренням наказів старших по званню, особливо кадета капітана Дженніфер Стоун (Крісті Карлсон Романо), яка закохана у кадета майора Бреда Рігбі (Шон Ешмор). Келлі також відчуває симпатію до Бреда і починає змагатися із Дженніфер за його увагу. Дженніфер погано ставиться до Келлі, ображаючи її вербально та руйнуючи її особисті речі, змушує Келлі заново проходити програму смуги перешкод якраз перед танцями. Закінчивши із здаванням програми, Келлі вирушає на танці, але натикається на Дженніфер і руйнує її сукню. Після цього вітчим Джо викликає Келлі до свого кабінету і намагається допомогти їй, знаючи, що інші викладачі починають говорити про дівчинку.
Вдома Келлі прагне розповісти мамі про свої почуття до академії, але навіть не почавши, дізнається, що її мама і вітчим будуть мати дитину. Бачачи, що мати потребує підтримки, Келлі клянеться навчити свого вітчима бути гарним батьком. Також вона вирішує помститися Дженніфер за та, що та зруйнувала її ковдру за $15,000, і посеред ночі фарбує її волосся у той самий колір, який мала її ковдра. Наступного дня Дженніфер накладає на Келлі догану, тож тепер дівчина вимушена постати перед Кадетським судом. Під час слухання Келлі визнали винною у численних порушеннях. Вітчим призначає її відповідальною за чистоту та блискучість уніформ команди підтримки, яку Келлі в перші дні свого навчання назвала "командою роботів". З часом дівчині починає подобатися команда і вона вирішує спробувати допомогти їм, бачачи, що вони потребують натхнення. Роблячи це, Келлі здобуває ще одну подругу на ім'я Глорія (Еймі Гарсія) і набирає достатньо досвіду, аби самій стати членом команди.
Після того як Келлі повторювала деякі рухи кадета капітана Стоун під час практики, кадет майор Регбі пропонує їй використати ці рухи для виступу на конкурсі. Келлі запитує у Дженніфер чи вони могли би практикуватися для виступу разом і та каже, що погоджується обговорити це з нею. Команда Келлі проходить відбір до регіонального конкурсу, який буде проходити в іншій школі. Батько Келлі повідомляє дівчині, що буде працювати неподалік від тієї школи і зможе приїхати, аби подивитися на її виступ.
Проте в день конкурсу батько не з'являється і Келлі починає тривожитись. Це помічає її вітчим і запитує у неї що сталося. Келлі каже, що отримала дзвінок від її батька, але дзвінок був перерваний, що стурбувало її. Вона каже, що разом з батьком називає її мобільний "рятувальним тросом", і що він дзвонив би лише у аварійному випадку. Розуміючи ситуацію, Джо покидає конкурс і разом з Келлі йде до місця, де вона мала зустрітися з її батьком. Вони знаходять його впавшим зі скелі на камінні внизу. Джо викликає рятівників, а Келлі, не бажаючи полишати батька, використовує свої навички дюльфера, щоби спуститися до нього. Прибувають рятівники і витягують обох батька та Келлі нагору. Коли все закінчується, Келлі розуміє, що Джо став таким же рідним для неї як і її біологічний батько і каже їм обом, що пишається тим, що є їх дочкою.
Поспішаючи назад на конкурс, Келлі дізнається, що команді бракує п'ять балів. Єдиний шанс на перемогу — провести виступ разом з Дженніфер, який вони практикували у себе в академії. Вони виконують його і отримують чудові оцінки. Академія Джорджа Вашингтона посідає друге місце, що є найкращим результатом академії за останні роки. Дженніфер каже Келлі, що якби та не приєдналася до команди, вони би ніколи так далеко не зайшли. Келлі у нестямі від радості за похвалу від Дженніфер, обіймає її. Дженніфер дивується, але обіймає її у відповідь. Келлі дає слово, що вони виграють наступного року, якщо вони з нею будуть практикуватися з їх виступом. Але Дженніфер пояснює, що її батько був переведений у Європу і вона вимушена переїжджати. Кадет капітан Стоун каже, що хотіла б, аби Келлі одного дня стала капітаном і мала справи з такими ж "личинками" як і вона сама. Наприкінці команда салютує Джо, який вітає їх за гарну роботу.

## В ролях
- Гіларі Дафф — в ролі Келлі Коллінс
- Крісті Карлсон Романо — в ролі кадета капітана Дженніфер Стоун
- Ґері Коул — в ролі Джо Максвелла
- Андреа Льюїс — в ролі Карли
- Шон Ешмор — в ролі Бреда Рігбі
- Еймі Гарсія — в ролі Глорії
- Сара Гадон — в ролі Аманди
- Лінда Кеш — в ролі Саманти
- Нігель Гамер — в ролі Адама
- Ейвері Зальтцман — в ролі Кевіна
- Джої Метесон — в ролі генерала Арчера
- Беверлі Базон — в ролі Грейс
- Делін Ірвін — в ролі Марли

## Зйомки
Більша частина фільму була знята в Академії Роберта Ленда (англ. Robert Land Academy), військовій академії в Канаді. Деякі сцени зняті в Коледжі Святого Андрю (англ. St. Andrew's College), приватній школі, та в Католицькій середній школі абатства Лоретто, які знаходяться в провінції Онтаріо, Канада. Лейтенант Вілльям Т. Бейтс, який був військовим радником для фільму, провів акторів через підготовку програми для навчального табору. Під час зйомок Гіларі Дафф отримала звання кадета сержанта в Академії Роберта Ленда. Остання сцена фільму була знята в Арсеналі Форт Йорку збройних сил Канади в Торонто, Канада.